# Eustrotia trabeata
Eustrotia trabeata là một loài bướm đêm trong họ Noctuidae.